# بلير كوان
بلير كوان (بالإنجليزية: Blair Cowan)‏ هو لاعب اتحاد الرغبي نيوزيلندي، ولد في 21 أبريل 1986 في هوت العليا ‏ في نيوزيلندا.

## وصلات خارجية
- بلير كوان على موقع دوري الرغبي الممتاز (الإنجليزية)
- بلير كوان عل موقع إسبنسكروم (الإنجليزية)
- بلير كوان على موقع ItsRugby.co.uk (الإنجليزية)